# An Phú, Tam Kỳ
An Phú là một phường thuộc thành phố Tam Kỳ, tỉnh Quảng Nam, Việt Nam.
Phường An Phú có diện tích 14,62 km², dân số năm 2019 là 9.430 người, mật độ dân số đạt 645 người/km².